# Gnatowo (Kętrzyn)
Gnatowo (deutsch Rastenburgswiese) und Gnatowo-Kolonia sind Orte in der polnischen Woiwodschaft Ermland-Masuren. Sie gehören zur Gmina Kętrzyn (Landgemeinde Rastenburg) im Powiat Kętrzyński (Kreis Rastenburg).

## Geographische Lage
Gnatowo und Gnatowo-Kolonia liegen in der nördlichen Mitte der Woiwodschaft Ermland-Masuren, zwei Kilometer nordwestlich der der Stadt Kętrzyn (deutsch Rastenburg). Die beiden Orte sind lediglich durch eine kleine Ausbuchtung des Stadtgebiets Kętrzyn voneinander getrennt.

## Geschichte
Das einstige Rastenburgswiese war eines der Abbaugüter der ostpreußischen Stadt Rastenburg (polnisch Kętrzyn). Es handelte sich um einen mittelgroßen Hof und nannte sich bis zum 19. Mai 1836 „Abbau Steinert“. Rastenburgsweise zählte im Jahre 1905 insgesamt 15 Einwohner und war bis 1945 ein Wohnplatz der Stadt Rastenburg.
Mit der Abtretung des gesamten südlichen Ostpreußen 1945 an Polen erhielt Rastenburgswiese die polnische Namensform „Gnatowo“. Mit Gnatowo-Kolonia – es handelt sich um einen vor 1945 nicht vorhandenen Ort – ist Gnatowo heute in die Landgemeinde Kętrzyn (Rastenburg) im Powiat Kętrzyński (Kreis Rastenburg) eingegliedert, von 1975 bis 1998 der Woiwodschaft Olsztyn, seither der Woiwodschaft Ermland-Masuren zugehörig. Gnatowo zählte im Jahre 2021 insgesamt 130 Einwohner.

## Kirche
Kirchlich war Rastenburgswiese sowohl evangelischerseits als auch römisch-katholischerseits zur Stadt Rastenburg eingepfarrt – und Gnatowo als auch Gnatowo-Kolonia sind es auch noch heute.

## Verkehr
Von der ul. Siekorskiego – heutige polnische Woiwodschaftsstraße 592 und einstige deutsche Reichsstraße 135 – in Kętrzyn zweigt in nördlicher Richtung eine Stichstraße nach Gnatowo und in südlicher Richtung eine nach Gnatowo-Kolonia ab.
Die nächste Bahnstation ist der Bahnhof in Kętrzyn an der – jetzt allerdings erst ab Korsze (Korschen) befahrenen – Bahnstrecke Głomno–Białystok.